# Yvonne Audette
Yvonne Audette (ur. 22 kwietnia 1930 w Sydney) – australijska malarka

## Biografia
W 1952 po nieukończonych studiach pod kierunkiem m.in. Johna Passmore'a i Godfreya Millera opuściła Australię i wyjechała do Ameryki. Osiedliła się w Nowym Jorku. W 1955 wyjechała do Europy gdzie zaczęła malować obrazy abstrakcyjne pracując we Florencji. W 1966 wróciła na stałe do Australii.